# Dunavölgyi Péter
Dunavölgyi Péter (született Dunavölgyi Endre Péter) (Budapest, 1951. március 13. – 2020. január 9.) magyar televíziós főgyártásvezető, archívumvezető.

## Életpályája
Dunavölgyi Imre és Olcsvay Ildikó Juliánna gyermekeként, Budapesten született. A Petőfi Sándor Gimnáziumban érettségizett, 1969-ben. 1975-ben elvégezte a Magyar Televízió gyártásvezetői tanfolyamát, majd 1981-ben a Színház- és Filmművészeti Főiskola gyártásszervező szakát. 1994-ben oklevelet szerzett a Korda Sándor Produceri Akadémián.
1971-től a Magyar Televíziónál dolgozott. Előbb külsős felvételvezető volt a Híradó Főszerkesztőségen, majd 1972 januárjától belsős munkatársként felvételvezető. 1975-től a Híradó akkor megalakult külpolitikai rovatának gyártásvezetője. 1980-ban a Magyar Űrprogram híradós közvetítéseinek irányítója. 1985-től a Híradó Gyártási Osztályának vezetője. 1987-ben részt vett a Híradó új stúdiójának, a 6. Stúdiónak a tervezésében, 1988-ban pedig az MTV első kísérleti kereskedelmi műsorában, az MTV Pluszban.
1972–1998 között híradós munkája mellett 70 dokumentumfilm vagy sorozat gyártásvezetője volt. 1994-től a híradó főszerkesztőjének gyártási helyettese. 1996-ban irányításával megkezdődött a Híradó Archívumában 1957. július 2-ától őrzött anyagok tervszerű mentése, majd irányításával jött létre a Magyar Televízió egységes, összevont archívuma. 1998 és 2008 között Magyar Televízió Archívuma vezetője volt.
2000–2004 között az MTV Archívum képviseletében részt vett a Nemzeti Audiovizuális Archívum (NAVA) törvény-előkészítő projektjeiben, és a törvény (2005) megvalósíthatósági tanulmányának egyik szerzője.
Alapító tagja a Korda Sándor Produceri Akadémiának. Tagja a Magyar Film és Televízió Művészek Szövetségének, és a Magyar Televíziós Művészek Társaságának. Alapító és választott tagja volt a Magyar Televízió Gyártásvezetői Szakszervezetének és a Magyar Televíziós Gyártásvezetők Egyesületének, valamint az Audiovizuális Örökség Tanácsadó Testületének, 2008-ig.
2012-től a FilmesHáz Alapítvány ellenőrző bizottságának elnöke, valamint önkéntes munkában a FilmesHáz televíziós és filmtörténeti beszélgető műsorainak, a sorozatnak szerkesztője, az egyes estek házigazdája, műsorvezetője. 2015 áprilisától a Televíziós Művészek Társasága választmányának tagja.

## Tanárként
Tanított a TELESCHOLA (1991–2012) és a CineMaszk (1994–2000), valamint a Körmédia Televíziós Iskolákban és a THÉBA Művészeti Iskolában (produceri, gyártási és szerzői jogi ismereteket). Az MTV Rt. Gyártásvezető szakképzésében 2004–2008 között az Archiválás elmélete és gyakorlata című tantárgy meghívott előadója volt. Tanított a Budapest Kommunikációs és Üzleti Főiskolán nappali és levelező tagozaton (TV történet és Televíziós műfajtörténet, 2008–2009), Corvinus Egyetem (ISES Kőszeg) Kulturális Örökség menedzsment és Fenntartható fejlődés szakon. Tanít az Óbuda Egyetemen (2010-től Mozgóképgyártás és szerzői jogi ismeretek).

## Magánélete
1975-ben házasságot kötött Battancs Erzsébettel. Egy fia, Tamás (1976) és egy lánya, Dóra (1980), tőlük két-két unokája van.

## Műsorai, filmjei

### Filmográfia
Gyártásvezetőként
- Újabb évtizedek küszöbén (1974) – szerk.: Bokodi Béla, op.: Vecsei Marietta
- Szomszédok két kontinensen (1975) – szerk: Kaplár F. József, op.: Erős Péter
- Tarábulusztól Tuniszig (1975) – szerk.: Behyna Károly, op.: Fülöp Tibor
- Legkeletibb Keleten I-III. (1976) – szerk.: Pálfy G. István, op.: Fülöp Tibor
- Titkos küldetésben (1976) – szerk.: Horváth J. Ferenc, op.: Hadházy László
- Budapest köszönti Moszkvát (1976) – szerk.: Olajos Csongor, op.: Katona Miklós
- Négy országon át (1976) – szerk.: Moldoványi Ákos, op.: Hadházy László
- Magyar Hetek Milánóban (1976) – szerk.: Behyna Károly, op.: Edelényi Gábor
- A Nagy Vasút (1976) – szerk.: Elek János, op.: Edelényi Gábor
- Ismét Indiában (1976) – szerk.: Farkas József, op.: Török Vidor
- Magyarokkal Afrikában (1977) – szerk.: Vajek Judit, op.: Burza Árpád
- Műhelytitkok (1977) – rend-op.: Erős Péter
- Látogatás Ázsia szívében (1977) – szerk.: Farkas József, op.: Fülöp Tibor
- A Ráktérítőtől az Egyenlítőig (1977) – szerk.: Regős Sándor, op.: Jávorszky László
- Forradalom rakétákkal, mezítláb (1978) – szerk.: Elek János, op.: Czabarka György, Török Vidor
- A hét emelet (1978) – (Főiskolai vizsgafilm) (1978), rend.: Naji Elias, op.: Mecskon Plámen
- Sodródó jégsziget (1979) – szerk.: Tóth Károly, op.: Csák István
- Vendégségben Bulgáriában (1979) – szerk.: Jankovits János, op.: Fodor Dezső
- Watergate és a valódiak (1979) – szerk.: Horváth J. Ferenc, op.: Csák István, Fülöp Tibor
- A két óceán között (1982) – szerk.: Farkas József, op.: Erős Péter
- Az évszázad építkezése (1980) – szerk.: Tóth Károly, op.: Zoltai Károly
- Afrikai tájakon (1980) – szerk.: Moldoványi Ákos, op.: Erős Péter
- Itt kezdődik Amerika (1983) – szerk.: Bokor Pál, op.: Vlagyimir Vasziljevics Guszev
- BAM (1984) – szerk.: Horváth Péter, op.: Hadházy László
- Tigrisugrás (1988) – szerk.: Elek János, op.: Kiss Péter
- Csodagyógyszer nincs (1988) – szerk.: Elek János, op.: Kiss Péter
- Szent István emlékezete (1988) – szerk.: Tardos Júlia, op.: Butskó György
- A fekete hős I-II. (1989) – szerk.: Varga Sándor Márton, op.: Kiss Péter
- Szelíd tigriskölyök (1990) – szerk.: Elek János, op.: Kiss Péter
- Egy próféta Amerikából (1990) – (szerk.: Csák Elemér, op.: Fülöp Tibor
- Hol fedezte fel Kolumbusz Amerikát I-VI. (1991-1992) – szerk.: Csák Elemér, rend-op.: Kiss Péter, társ gyártásvez.: Srankó Géza
- Kelet-Európa konferencia Clevelandben (1995) – szerk.: Hidvégi József, op.: Barta István
- Horn Gyula Amerikában (1995) – szerk.: Hidvégi József, op.: Barta István
- Vulsana (Együtt a halállal) (1997) – szerk.: Jász Zoltán, op.: Klacsán Gábor
- Mindhalálig hős I-II. (2000) – szerk.: Varga Sándor Márton, rend-op.: Kiss Péter

Társ forgatókönyvíróként
- Játék a nemzetért (2002) – 3 részes dokumentumfilm – társ forgatókönyvírója – ami Nemzeti Színház történetét dolgozta fel.
- Játék a nemzetért (2002) – 26 színészportré forgatókönyvének társ írója.

Archívum-szakértőként
- Kádár János utolsó beszéde (2005) rend-op.: Sólyom András
- Poggyászunk, Kádár 7 rend.-op:: Sólyom András
- Aczél I-II. (2009) rend.: Varga Ágota
- Kádár korszak demokratikus ellenzéke (2008) rend-op:Sólyom András
- Kádár korszak utolsó évtizede, rendezte (2009): rend-op:Sólyom András
- Titkolt örökség (2008) rendezte: Litauszki János

Magyar Televízión kívül készült filmjei
- Hulladékból energia (1991) – szerk.: Bayer Ilona, rend-op.: Erős Péter
- Eger (1991) – rend-op.: Erős Péter
- Randevú Magyarországgal (1991) rend-op.: Erős Péter
- Duna-Tisza köze (1992), rend-op.: Erős Péter
- Vas megye (1992), rend-op.: Erős Péter
- Eger ostroma (1992) tévéfilm, (1992), rend.: Kiss József, op.: Erős Péter, Kereki Sándor, producer: Jancsó Gábor

## Publikációi
- A magyar televíziózás története az 1950-es években
- A magyar televíziózás története az 1960-as években
- A magyar televíziózás története az 1970-es években
- A magyar televíziózás története az 1980-as években
- A Magyar Televízió Híradójának vázlatos története (1957-2004)
- A magyarországi városi és kábeltelevíziózás történetéből
- Eljegyzés lámpafénynél
- A magyarországi nemzetiségi televíziózás történetéből
- MTV Plusz
- Kádár János és a televízió
- A tökéletes távolbalátásnak nincs technikai akadálya
- Az MTV szervezete 1961-ben
- Színház a képernyőn 1957 és 1963 között
- Rádió – Déli harangszó a rádióban 1928
- Rádióhallgatás csak engedéllyel!
- Lehet, hogy Timár József utolsó színpadi alakítása még 60 évig dobozba zárva marad?

## Publikációi, interjúi
- Tarnai Katalin: Nagypapám vére munkált bennem
- Olajos Csongor: Sajtószabadság van, újságíró-szabadság nincs
- Flórián Endre: Tudok szerényen élni, tudok bővelkedni is
- Domján Dénes: Domján DNS
- Kis Sándor: Mondhatjuk minket, valóban összekötött a film jellegzetes illata.
- Kővári Péter: Elemi erővel vetődik fel a média gondolathordozóinak erkölcsi felelőssége
- Szabados Tamás: Álljatok meg és nézzétek meg a világot!
- Illés Mária: A kép trónfosztása a televíziózásban
- Vitézy László: A mai televíziós rendezőnek a távvezérlő gombbal kell versenybe állnia
- Lódi György: Bármit is értem el, azt a televíziónak köszönhetem
- Besenyő István: A fényképezés iránti érdeklődéssel az édesapám fertőzött meg
- Elek János: Olvasómániás voltam, és maradtam
- Heltai András: Mit mondjak, hiú majom voltam, mint talán sokan, akik képernyőre kerülnek...
- Rácz Gábor: Elképesztő mai szemmel, miből voltunk képesek műsort készíteni
- Domokos Lajos: Az emberben nem csupán a saját tudása testesül meg, hanem azoké is, akik valaha tanították, és segítőkészen dolgoztak együtt vele
- Edelényi Gábor: Kezd kimenni a divatból az elmúlt évek képi slágere a dülöngélő, imbolygó, ferde, kamerakép!
- Bilicsi Erzsébet: Lehet valaki olyan tehetséges, mint a Nap, de mit tud csinálni egyedül?
- Dr. Feledy Péter: Az öröm és büszkeség a két domináns érzés, ha az elmúlt évtizedekre gondolok
- Bikkál Gyula: A mai magyar kultúrát, a történelmet, az életstílust, politikai életet kell bemutatnunk
- Fodor Balázs és Fodor Dezső: A mi pályafutásunk a véletlenek sorozata
- Hunyadi László: Nekem nagyon jó érzés, amikor látják, hogy az ember sportbolond
- Janovics Sándor: Élveztük, és fürödtünk is a munkában
- Zih Béla: Te egy senki vagy!
- B. Révész László: Ötven éve a pályán
- Menczel János: Hamar megtanultam, tisztelni a mikrofont
- Südi Nándor: Nagyon kevesen tudtuk, hogy mi van a ponyva alatt
- Málnay Levente: Engem felemelt, ha zseniális színészek partnere lehettem
- Vissy Károly: A siker legfontosabb tényezője – a hitelesség
- Kelemen Endre: Mi mindig valahol a periférián voltunk, de hittünk céljainkban
- Bánki Iván: Az utolsó évtizedeim a boldogság évtizedei voltak
- Bócz Mara: Ha az illúzió tökéletes, legyőzi a valóságot
- Tóth Károly: Legyen természetes még akkor is, ha esetleg kellemetlenség lesz belőle!
- Radó Gyula: Nagyon fontosnak tartom, hogy a szakmában mindig mindenkinek, mindent végig kell csinálni, végig kell menni az úton
- László Zsuzsa: Ha a legjobbakkal dolgozol, téged is röptetnek
- Kossányi Miklós: ... Hozzatok díszt nemzetünk nevére ...
- Chochol Károly: Az egész világot, csak egy elkészíthető művészi fénykép keretein belül tudtam elképzelni
- Horváth Lóránt: Fontos volt számomra, hogy mindig a kollektíva szavazta meg ...
- Marlen Urutjan: Ha nincs áldozat, akkor nincs siker sem!